# Carrousel (Band)

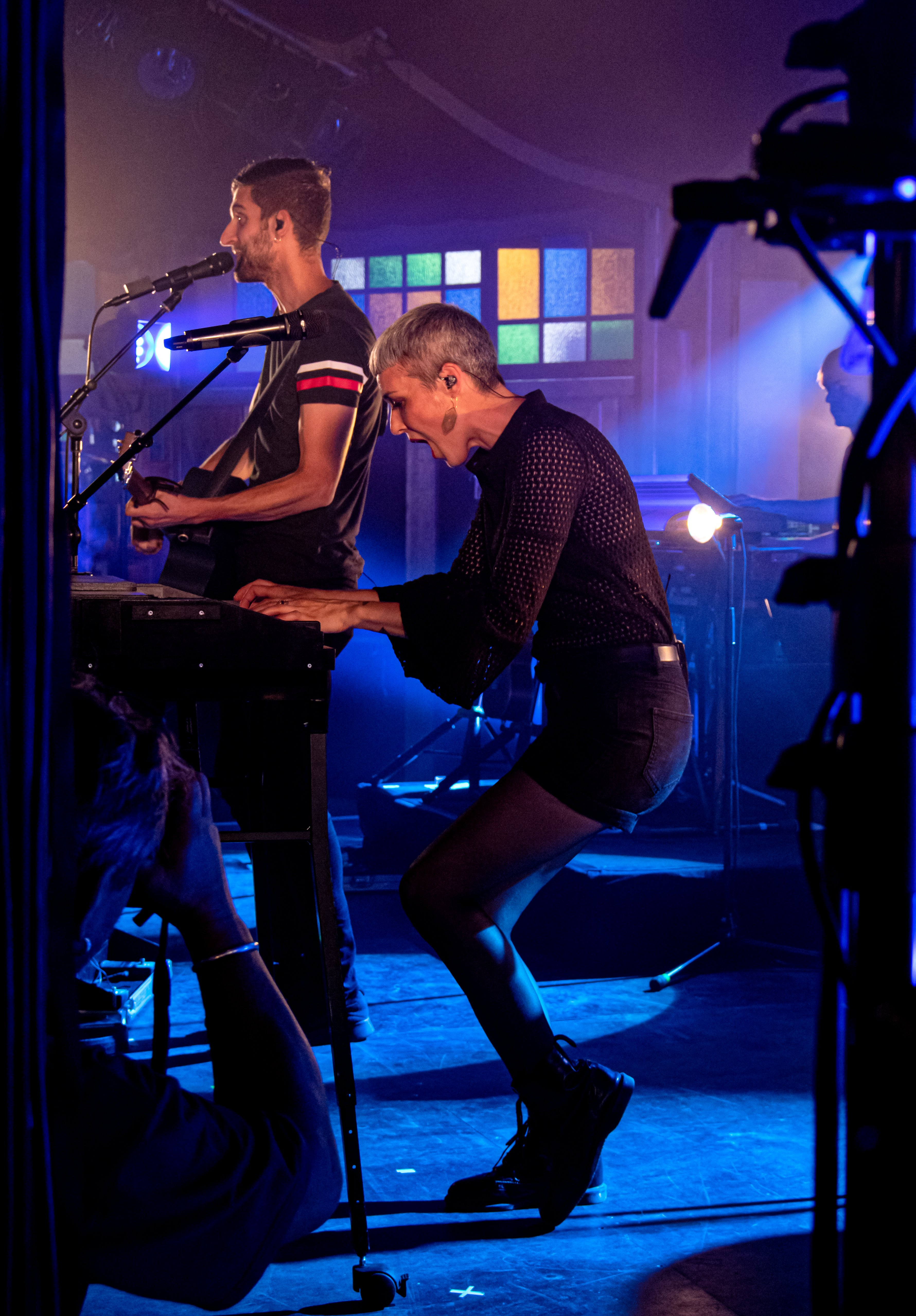
Carrousel auf dem ZMF 2019 in Freiburg

Carrousel ist eine französisch-schweizerische Band. Sie wurde 2007 von Sophie Burande aus der Auvergne und Léonard Gogniat aus der Romandie gegründet. Charakteristisch für Carrousel ist der Gesang im Duett.

## Geschichte
Die Musiker Sophie Burande (* 11. April 1981 in Vichy) und Léonard Gogniat (* 23. März 1983 in Saignelégier, Jura) lernten sich 2007 in Südfrankreich kennen. Beide spielten Akkordeon auf einem Marktplatz in einem kleinen Dorf. Sie begannen, zusammen zu spielen und merkten, dass sie musikalisch auf derselben Ebene waren und beschlossen, ein gemeinsames Projekt zu starten. So begannen sie mit Carrousel, entwickelten Lieder und traten vor Publikum auf. Seither sind sie auch ein Paar. Seit 2012 setzen sie nur noch auf die Musik und haben ihre Berufe im Schulwesen (Burande: Musik- und Kunstlehrerin, Gogniat: Grundschullehrer) aufgegeben. Ihre Texte schöpfen sie aus dem alltäglichen Leben und ihrer Umwelt. Auf der Tour arbeiten sie mit weiteren Musikern zusammen.
2010 veröffentlichten sie unter dem Namen Carrousel ihr Debütalbum Tandem. Im selben Jahr hatten sie einen Auftritt auf dem Paléo Festival Nyon. 2012 folgte das zweite Album En équilibre. Mit ihrer Single J'avais rendez-vous erreichte Carrousel beim Schweizer Vorentscheid zum Eurovision Song Contest 2013 den zweiten Platz. Nach einem Live-Album erschien 2014 mit L'euphorie das dritte Studioalbum.
Carrousel war zweimal für die Swiss Music Awards nominiert, 2014 als Best Act Romandie und 2015 Best Talent.

## Diskografie

### Alben
| Jahr | Titel                          | Höchstplatzierung, Gesamtwochen, AuszeichnungChartsChartplatzierungen (Jahr, Titel, Platzierungen, Wochen, Auszeichnungen, Anmerkungen) | Anmerkungen |
| Jahr | Titel                          | CH | Anmerkungen |
| ---- | ------------------------------ | --- | ----------- |
| 2011 | Tandem (Melo-Man)              | CH53 (2 Wo.)CH |             |
| 2012 | En équilibre (Melo-Man)        | CH27 (7 Wo.)CH |             |
| 2014 | L’Euphorie (Melo-Man)          | CH19 (7 Wo.)CH |             |
| 2017 | Filigrane (Melo-Man, Jazzhaus) | CH17 (5 Wo.)CH |             |
| 2021 | Cinq                           | CH20 (3 Wo.)CH |             |
| 2025 | Éclaircies                     | CH51 (… Wo.)CH |             |

Weitere Alben
- 2013: Un tour de live (Live-Album / -DVD)

### Singles
- 2012: J'avais rendez-vous
- 2014: Eva
- 2015: La falaise
- 2017: Plus de couleurs
- 2017: C’est la vie
- 2018: Elle danse